# Siège de Weinsberg
 (juillet 2010).

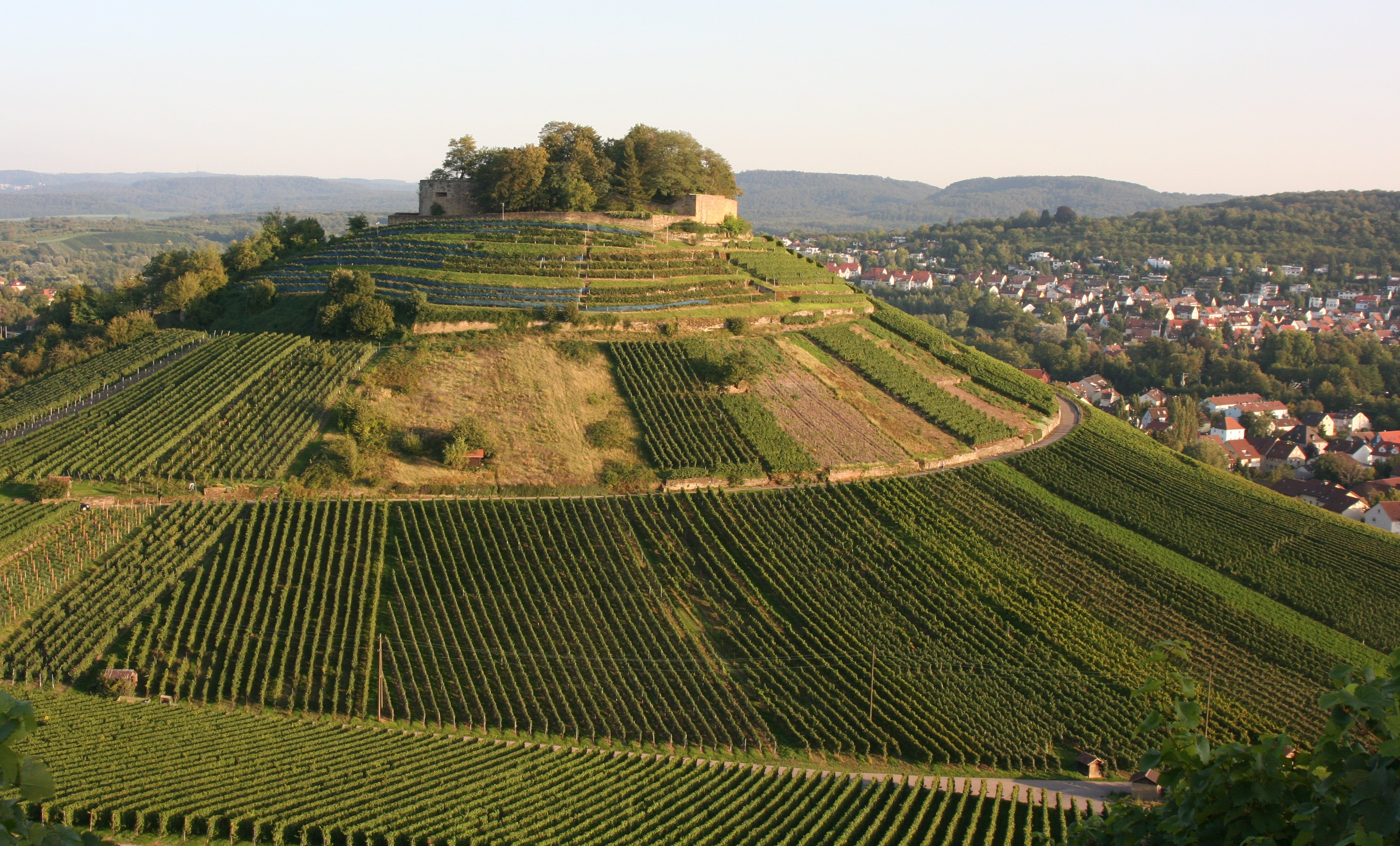
Ruines du château médiéval

Le siège du château de Weinsberg, petite ville allemande de l'actuel land de Bade-Wurtemberg, se déroula en 1140 (la ville elle-même ne fut fondée qu'aux alentours de 1200).

## Contexte
Le siège de Weinsberg s'inscrit dans le contexte des luttes entre Welf et Hohenstaufen pour la suprématie en Europe centrale et en Italie au XIIe siècle. Il survient après le décès en 1137 de Lothaire de Supplinbourg, Roi des Romains et empereur du Saint-Empire romain germanique.
Le Duc Welf VI soutint pour la succession son frère Henri X de Bavière (Henri le Superbe), gendre de Lothaire par son mariage en 1127 avec Gertrude de Saxe. Les électeurs lui préférèrent leur adversaire Conrad III de Hohenstaufen, couronné Roi des Romains à Aix-la-Chapelle par un légat du Pape le 6 mars 1138. Henri prit les armes, mais il mourut subitement à l'abbaye de Quedlinbourg le 20 octobre de l'année suivante. Son frère Welf VI reprit alors les intérêts de la famille et de son neveu mineur, le futur Henri XII de Bavière (Henri le Lion), contre Conrad III.

## Le siège

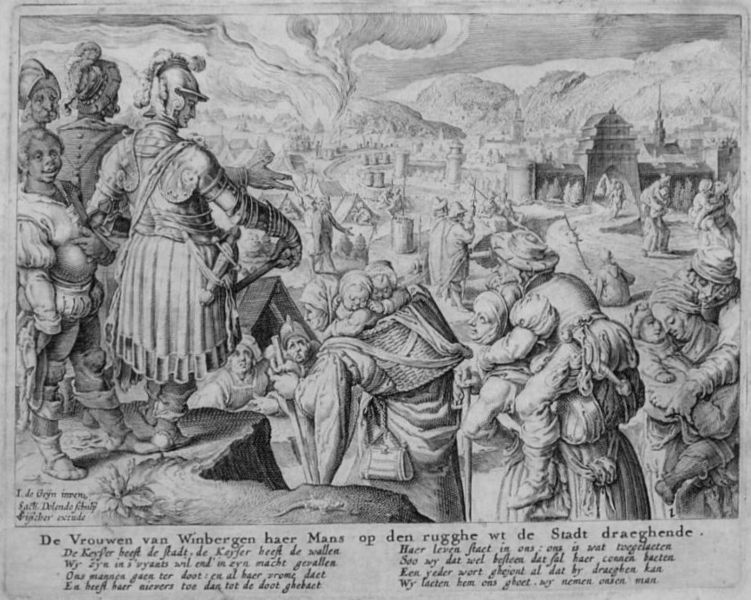
Les femmes fidèles de Weinsberg, gravure néerlandaise de la fin du XVIe siècle

Le roi Conrad III de Hohenstaufen vint mettre le siège devant le château, qui dut capituler le 21 décembre 1140. Le roi ordonna l'exécution de tous les hommes du château et accorda sa grâce aux femmes, leur permettant de partir avec leur bien le plus cher sur le dos. Elles choisirent de porter leur mari. Conrad III dut leur accorder sa grâce, car « un souverain ne peut se dédire ». Ces femmes seront connues sous le nom de Treue Weiber von Weinsberg (les femmes fidèles de Weinsberg) et le château porte aujourd'hui le nom de Weibertreu (fidélité des femmes).